# Rosalind Ivan

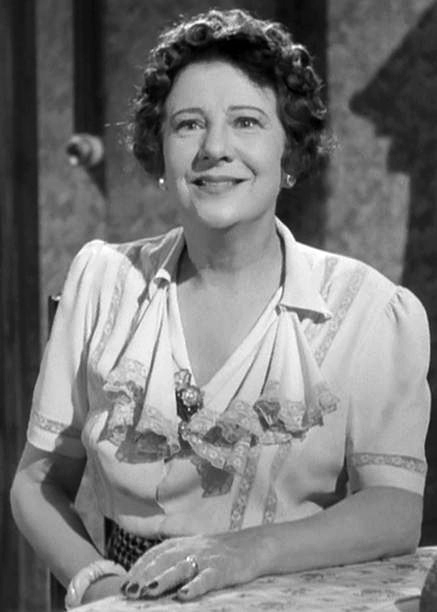
Rosalind Ivan 1945

 Rosalind Ivan  (* 27. November 1880 in London; † 6. April 1959 in New York City, USA) war eine britische Film- und Theaterschauspielerin.

## Leben
Ivan spielte von 1944 bis 1954 in 14 Hollywood-Filmen mit und hatte eine unvergessliche Rolle als hochmütige und kaltherzige Frau eines Bankangestellten in Fritz Langs Film noir Straße der Versuchung (1945). Weil sie ein Jahr zuvor eine ähnliche Rolle in Robert Siodmaks Film Unter Verdacht gespielt hatte, wurde ihr in Hollywood der Beiname „Ivan the Terrible“ gegeben.

## Filmografie (Auswahl)
- 1916: Arms and the Woman
- 1936: Mordende Augen (The Garden Murder Case)
- 1941: Die ewige Eva (It Started with Eve)
- 1941: Paris Calling
- 1944: Unter Verdacht (The Suspect)
- 1945: Gefährliche Mission (Pursuit to Algiers)
- 1945: Das grüne Korn (The Corn Is Green)
- 1945: Straße der Versuchung (Scarlet Street)
- 1946: Drei Fremde (Three Strangers)
- 1946: Hier irrte Scotland Yard (The Verdict)
- 1947: Ivy
- 1954: Elefantenpfad (Elephant Walk)